# Dendropsophus microps
Espèce
Synonymes
- Hyla microps Peters, 1872
- Hyla hilli Boulenger, 1920

Statut de conservation UICN

 LC  : Préoccupation mineure
Dendropsophus microps est une espèce d'amphibiens de la famille des Hylidae.

## Répartition
Cette espèce est endémique du Brésil. Elle se rencontre jusqu'à 1 600 m d'altitude dans les forêts atlantiques dans les États de Bahia, de l'Espírito Santo, du Minas Gerais, du Paraná, du Santa Catarina, de Rio de Janeiro, de São Paulo et du Rio Grande do Sul,

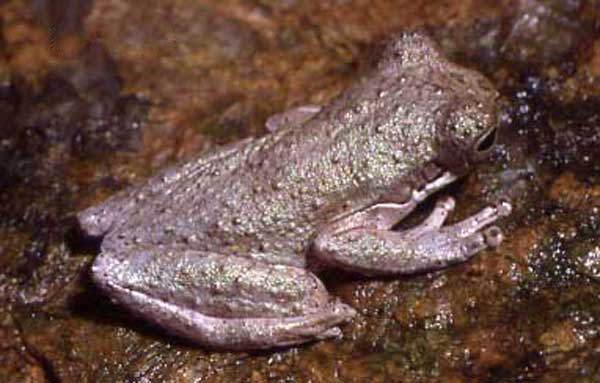
Dendropsophus microps

## Publication originale
- Peters, 1872 : Über eine Sammlung von Batrachiern aus Neu-Freiburg in Brasilien. Monatsberichte der Königlich preussischen Akademie der Wissenschaften zu Berlin, vol. 1, p. 680-684 (texte intégral).